# شيخ مكان (أرمو)
شيخ مكان (بالفارسية: شیخ مکان) هي قرية تقع في إيران في قسم أرمو الريفي. يقدر عدد سكانها بـ 712 نسمة بحسب إحصاء 2016.